# 消防司令補

消防司令補の階級章

消防司令補（しょうぼうしれいほ）は、日本の消防吏員の階級の一つ。上から7番目。消防司令の下、消防士長の上。

## 概要
消防司令補の階級は、消防組織法第十六条第二項の規定に基づき、上位に消防総監、消防司監、消防正監、消防監、消防司令長、消防司令、下位に消防士長及び消防士と定められている。
この階級を有する者は全国にいる消防吏員約16万人のうち、約26%である。

## 階級の基準
【出典】
- 東京消防庁
  - 本部 - 主任
  - 消防署 - 主任、中隊長、小隊長
- 政令指定都市の消防部局
  - 本部 - 主査、主任
  - 消防署 - 小隊長、係長
- 人口70万人以上の市町村の消防部局
  - 本部 - 主査、主任
  - 消防署 - 小隊長、係長
- 消防吏員数200人以上又は人口30万人以上の市町村の消防部局
  - 本部 - 主査
  - 消防署 - 係長、主査
- 消防吏員100人以上又は人口10万人以上の市町村の消防部局
  - 本部 - 係長
  - 消防署 - 係長、係長代理、主査、中隊長、小隊長
- 消防吏員100人未満かつ人口10万人未満の市町村の消防部局
  - 本部 - 係長
  - 消防署 - 係長、中隊長、小隊長